# Герб Решетилівського району
Герб Решетилівського району — офіційний символ Решетилівського району, затверджений 21 березня 2002 р. рішенням сесії районної ради.

## Опис
Щит скошений чотиридільно золотими нитками в косий хрест. На першому лазуровому полі золотий лапчастий хрест; на другому зеленому золотий сніп; на третьому зеленому золоте руно; на четвертому лазуровому дерево життя - рослинний орнамент з решетилівських вишитих рушників. На лазуровій главі золотий напис "Решетилівщина", під яким орнаментальна смуга.